# Rostelecom
Rostelecom (en ruso: Ростелеком) es una empresa de propiedad estatal, proveedora de telecomunicaciones rusa con sede en Moscú. El 50% de sus ganancias provienen de los servicios de telefonía a larga distancia nacional. Cotiza en las bolsas de valores MICEX y RTS.

## Historia
Desde 1990 el organismo responsable de proveer servicios de telecomunicaciones en la Unión Soviética era el Ministerio de Comunicaciones. Para el mes de junio de ese año el ministerio estableció una unión corporativa con la compañía Sovtelekom, quedando el control en manos del estado. En 1992 se finalizó la creación de una empresa definitiva propiedad del estado llamada Rostelecom.
En los años 1990 fue la más grande operadora telefónica de Rusia, diversas compañías locales operaban bajo sus redes. En 2001 dichas empresas fueron renombradas a filiales como CentreTelecom, SibirTelecom, Dalsvyaz, Uralsvyazinform, VolgaTelecom. En octubre de 2006 la empresa recibió una certificación de calidad y se convirtió en proveedora de una red troncal de Internet. En diciembre de 2006 firmó una alianza con la japonesa KDDI para construir una línea de Nakhodka a Naoetsu con un total de 640 Gbit/s de ancho de banda.

## Operaciones
Rostelecom tiene la mayor red troncal interna (aproximadamente 500,000 km) y conexiones a aproximadamente 35 millones de hogares en Rusia. La compañía posee licencias para proporcionar una amplia gama de servicios de telecomunicaciones (telefonía, datos, televisión y soluciones de valor agregado) a suscriptores residenciales, corporativos y gubernamentales y operadores de terceros en todas las regiones de la Federación Rusa.

### Red local

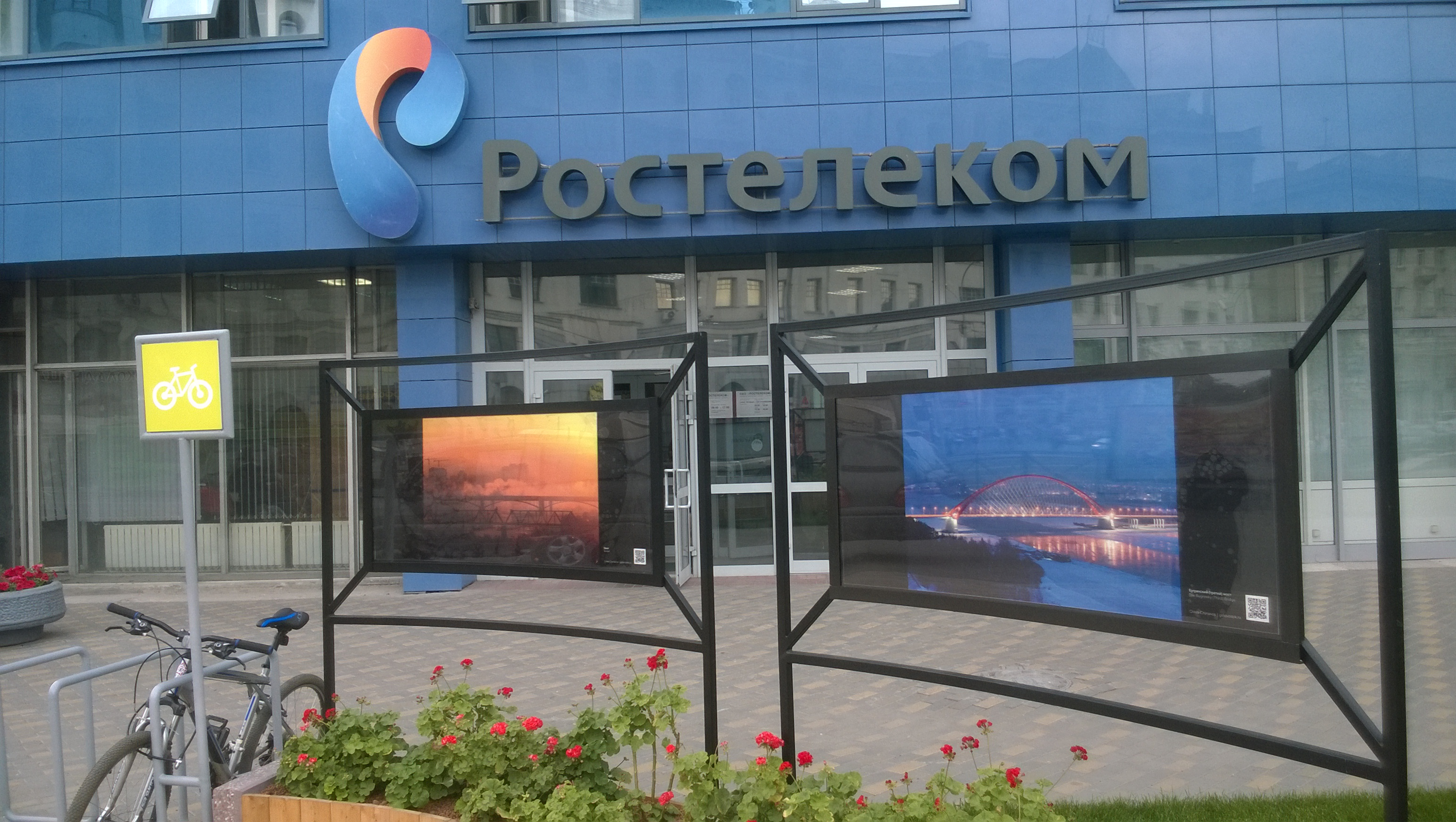
Rostelecom en Novosibirsk.

La red de la compañía opera sobre líneas de cable de fibra óptica existentes en Rusia. Por cable, la red está conectada a países de Europa y Asia oriental. En 2013, con la compra de Tele2 Russia, la compañía tuvo alrededor de 38 millones de clientes de telefonía celular.

### Telefonía celular
Desde los años 1990 la empresa ha estado creando subsidiarias de operadores de telefonía celular en diferentes regiones del país. Desde el año 2010 comenzó la instalación de infraestructura para la operación de redes 3G+, en abril de 2013 la red 3G+ comenzó a ser operativa en las regiones de Sverdlovsk, Kurgan y Cheliábinsk.